# Alloscirtetica mephistophelica
Alloscirtetica mephistophelica är en biart som först beskrevs av Carlos Schrottky 1902.  Alloscirtetica mephistophelica ingår i släktet Alloscirtetica och familjen långtungebin. Inga underarter finns listade i Catalogue of Life.